# Christina Hennings
Christina Hennings (nacida Christina Gerking, Leer, 21 de enero de 1984) es una deportista alemana que compitió en remo.
Ganó una medalla de plata en el Campeonato Mundial de Remo de 2006, en la prueba de ocho con timonel. Participó en los Juegos Olímpicos de Pekín 2008, ocupando el séptimo lugar en la misma prueba.

## Palmarés internacional
| Campeonato Mundial | Campeonato Mundial | Campeonato Mundial | Campeonato Mundial |
| Año                | Lugar              | Medalla            | Prueba             |
| ------------------ | ------------------ | ------------------ | ------------------ |
| 2006               | Eton (Reino Unido) | Medalla de plata   | Ocho con timonel   |